# Wilhelmine Herzlieb

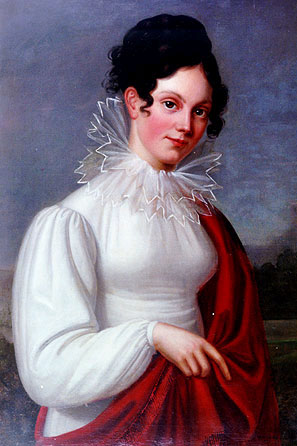
Christiane Friederike Wilhelmine Herzlieb; Gemälde von Louise Seidler

Christiane Friederike Wilhelmine Herzlieb (* 22. Mai 1789 in Züllichau/Sulechów; † 10. Juli 1865 in Görlitz; auch Minna oder Minchen genannt) war in Züllichau in der ehemaligen Neumark Brandenburg als Waise die Ziehtochter des Verlegers Carl Friedrich Ernst Frommann.
Sie wurde im Winter 1807/08 heftig von dem deutlich älteren Johann Wolfgang von Goethe umworben, der ihr unter anderem die Sonette Epoche und Charade widmete. Teile der Goetheforschung betrachten sie, aufgrund von charakterlichen Übereinstimmungen, als Vorbild für die Ottilie in Goethes Wahlverwandtschaften. Außerdem soll sie ihm als Inspiration für sein Festspiel Pandora gedient haben.

## Leben
Wilhelmine Herzliebs Vater war Superintendent im heutigen polnischen Züllichau. Sie wurde bereits im Kindesalter Vollwaise und zog mit der Familie des Verlegers Carl Friedrich Ernst Frommann, die sie in Züllichau als Pflegetochter aufgenommen hatte, nach Jena um.
Als Kind wuchs sie zusammen mit den Frommannschen Kindern Friedrich Johannes und Alwina auf, denen sie ihr ganzes Leben hindurch eng verbunden blieb.
Im Hause ihrer Pflegeeltern lernte sie auch Johann Wolfgang von Goethe kennen, mit dem sie, nach eigener Auskunft, etwa von 1800-1823 oder 1824 bekannt war.
Im Jahr 1807 richtete der damals bereits 58-jährige Dichter mehrere Sonette an sie (5., 10., 16. und 17. Sonett), denen sie jedoch keine Beachtung schenkte. Obwohl er erst seit 1806 mit der Mutter seiner Kinder, Christiane Vulpius, verheiratet war, bemühte sich der vierzig Jahre ältere Dichter um die damals 18-Jährige. Sie wurde auch von Friedrich Wilhelm Riemer (unter dem Pseudonym Silvio Romano), Zacharias Werner und Johann Diederich Gries, literarisch umworben, die aus dem Umfeld Goethes kamen.
Nachdem Minchen nicht auf seine Sonette reagiert hatte, schenkte Goethe ihr einen wertvollen, mit drei Steinen geschmückten Goldring, in welche die Symbole für Glaube, Liebe und Hoffnung eingeschnitten sind. Doch die junge Frau war nicht interessiert und verschenkte den Ring später an ihre beste Freundin, Auguste Wittig. Das wertvolle Schmuckstück aus Rotgold, mit dem Goethe um die junge Frau warb, blieb erhalten und ist heute im Besitz des Schweizerischen Nationalmuseums.
Von 1808 bis 1812 kehrte sie, wahrscheinlich aus familiären Gründen, in ihre Geburtsstadt Züllichau zurück.
In Liebesdingen hatte die junge Frau kein Glück. Wilhelmines Beziehung mit Heinrich Christian Friedrich von Schweinitz war aufgrund der damals noch herrschenden Klassenschranken zum Scheitern verurteilt. Den Berliner Pädagogen J. G. Pfund verließ sie selbst.
Die 1821 geschlossene Ehe mit dem Juristen Professor Karl Wilhelm Walch (1776–1853) in Jena verlief unglücklich und blieb kinderlos. Die Ehe war durch Phasen der räumlichen Trennung und erneute Versuche zusammenzuleben geprägt. Infolge der seelischen Belastungen bildete Wilhelmine Herzlieb eine Depression aus. Von ihren psychischen Störungen beeinträchtigt, lebte sie lange bei ihrem Bruder in Prittag. Nach dem Tod von Walch war sie auch wieder häufig bei der Frommannschen Familie in Jena. Die letzten Jahre ihres Lebens wurde sie in einer Heilanstalt für Geisteskranke in Görlitz betreut. Nach ihrem Tod wurde sie auf dem Städtischen Friedhof von Görlitz beigesetzt.
In ihrem Nachlass fand sich das 5. Sonett von Goethe.